# Saíra-pintada
Saíra-pintada (nome científico: Ixothraupis guttata) é uma espécie de ave passeriforme da família Thraupidae.
É encontrada na Costa Rica, Panamá, Trinidad, Venezuela, Colômbia, Guiana, Suriname e no extremo norte do Brasil. Há também registros de avistamentos da Guiana Francesa.